# بافتیمبی گومیس
بافتیمبی گومیس (زادهٔ ۶ اوت ۱۹۸۵) بازیکن پیشین فوتبال اهل فرانسه است.
از باشگاه‌هایی که در آن بازی کرده‌است می‌توان به سن-اتین، تروا، المپیک لیون، سوانزی سیتی، المپیک مارسی، گالاتاسرای و الهلال عربستان اشاره کرد.
او در سال‌های ۲۰۱۹ و ۲۰۲۱ با باشگاه فوتبال الهلال در مسابقات لیگ قهرمانان آسیا به قهرمانی دست پیدا کرد. همچنین او توانست آقای گل رقابت‌های لیگ قهرمانان آسیا ۲۰۱۹ شود و به عنوان بهترین بازیکن لیگ قهرمانان آسیا ۲۰۱۹ انتخاب شد. 
بافتیمبی گومیس همچنین سابقه بازی در تیم ملی فوتبال فرانسه را دارد، و یکی از بازیکنان تیم ملی فوتبال فرانسه در جام ملت‌های اروپا ۲۰۰۸ بود.
گومیس در تاریخ ۱۰ نوامبر ۲۰۲۴ در سن ۳۹ سالگی از فوتبال خداحافظی کرد.

## افتخارات

### باشگاهی
سن-اتین
- لیگ ۲ (۱): ۰۴–۲۰۰۳

لیون
- جام حذفی فرانسه (۱): ۱۲–۲۰۱۱
- سوپر جام فرانسه (۱): ۲۰۱۲

گالاتاسرای
- سوپر لیگ ترکیه (۲): ۱۸–۲۰۱۷، ۲۳–۲۰۲۲

الهلال عربستان
- لیگ حرفه‌ای عربستان (۲): ۲۰–۲۰۱۹، ۲۱–۲۰۲۰
- جام پادشاهی عربستان (۱): ۲۰–۲۰۱۹
- سوپرجام عربستان (۱): ۲۰۲۱
- لیگ قهرمانان آسیا (۲): ۲۰۱۹، ۲۰۲۱

کاوازاکی فرونتال
- جام امپراتور (۱): ۲۰۲۳
- سوپر جام ژاپن (۱): ۲۰۲۴

### فردی
- بهترین بازیکن ماه لیگ ۱ (۱): ژانویه ۲۰۰۷
- بهترین بازیکن فصل سوپر لیگ ترکیه (۱): ۱۸–۲۰۱۷
- بهترین مهاجم فصل سوپر لیگ ترکیه (۱): ۱۸–۲۰۱۷
- تیم منتخب فصل سوپر لیگ ترکیه (۱): ۱۸–۲۰۱۷
- آقای گل سوپر لیگ ترکیه: ۱۸–۲۰۱۷
- بهترین بازیکن ماه لیگ حرفه‌ای عربستان (۱): فوریه ۲۰۱۹
- آقای گل لیگ قهرمانان آسیا (۱): ۲۰۱۹
- ارزشمندترین بازیکن لیگ قهرمانان آسیا (۱): ۲۰۱۹
- تیم منتخب لیگ قهرمانان آسیا طبق اوپتا اسپورتس (۱): ۲۰۱۹
- تیم منتخب لیگ قهرمانان آسیا طبق هواداران (۱): ۲۰۱۹
- آقای گل لیگ حرفه‌ای عربستان (۱): ۲۱–۲۰۲۰